# Nikola Vujčić
Nikola Vujčić, né le 14 juin 1978 à Vrgorac en Yougoslavie (aujourd'hui en Croatie), est un joueur croate de basket-ball, évoluant au poste de pivot.

## Biographie
Après des débuts au KK Split avec le numéro sept de la grande gloire du club Toni Kukoč, il signe pour la saison 2001-2002 pour le Maccabi Tel-Aviv qui désire compenser le futur départ de Nate Huffman. Celui-ci restant au club, Vujčić ne peut jouer en championnat et se voit ainsi prêté au club français de l'ASVEL Lyon-Villeurbanne, club qu'il aide à enfin reconquérir un titre de Champion de France qui se refusait à lui depuis 21 ans.
La saison suivante, il rejoint le Maccabi avec lequel il évolue au sommet de l'Euroligue, avec deux victoires en 2004 et 2005, puis une nouvelle finale l'année suivante. Il marque également l'histoire de cette compétition en devenant le premier joueur à réaliser un triple-double le 3 novembre 2005 avec 11 points, 12 rebonds et 11 passes décisives face à Prokom Trefl Sopot. Il renouvelle cette performance le 30 novembre 2006 face à l'Union Olimpija avec 27 points, 10 rebonds et 10 passes décisives.
Formé à l'école yougoslave, c'est un intérieur habile avec le ballon, bon passeur et assez droit qui compense ainsi un manque de qualité athlétique et de puissance, ainsi qu'une défense un peu déficiente.
Il a arrêté sa carrière professionnelle à la fin de la saison 2012-2013 et est devenu le manager général du Maccabi Tel-Aviv. Il quitte cette fonction à la fin de la saison 2023.

## Palmarès

### Club
- Euroligue 2004, 2005
- Finale de l'Euroligue 2006
- Finale de la Ligue adriatique 2003
- Champion de France 2002
- Champion d'Israël 2003, 2004, 2005, 2006, 2007
- Coupe d'Israël 2003, 2004, 2005, 2006

### Sélection nationale
- Championnat d'Europe
  - 7e du championnat d'Europe 2005 en Serbie-et-Monténégro
  - 7e du championnat d'Europe 2001 en Turquie
  - Participation au championnat d'Europe 1999 en France
  - 11e du championnat d'Europe 1997 en Espagne

## Distinctions personnelles
- Élu dans le meilleur cinq de l'Euroligue 2006